# Pari Ravan
 (août 2014).
Pari Ravan, née le 8 mars 1942 à Abadan, en Iran, est une artiste peintre sculpteur irano-allemande vivant en France.

## Biographie
Pari Ravan peint à l'huile et utilise la lasure ainsi que les techniques des maîtres anciens. Elle se classe parmi les peintres surréalistes romantiques.
Pari Ravan remporte à 14 ans le premier prix d'un concours artistique iranien destiné à la jeunesse.
Elle suivra alors l'enseignement du professeur Sadegpoor à l'École supérieure des beaux-arts de Téhéran.
À 17 ans, elle s'installe en Allemagne et suit les cours de l'école d'art et d'artisanat de Mayence en parallèle de ses études de médecine, puis  participe à des expositions à Cologne ainsi qu'à Berlin où elle sera l'élève de Mme Gabriel, la dessinatrice de chevaux, vers 1970-1971.
De 1976 à 1979, elle est l'élève de Baruch Elron (en), le peintre israélite du surréalisme fantasmatique.
Médecin, psychiatre, psychanalyste pendant 24 ans, puis pilote de ligne pour la Lufthansa (CAT Cologne Air Transport) pendant 11 ans, elle décide à 55 ans de tout laisser de côté pour se consacrer pleinement à sa passion.
Elle a plus de 180 expositions à son actif et elle remporte de nombreux prix, parmi lesquels, en 2007, le prix de l'Aigle de Nice  
International, puis la médaille d'or de peinture de Cannes en 2008, ainsi que le prix de l'excellence artistique de Kobe au Japon.
Certaines de ses œuvres ont été acquises par la ville d'Overath, la ville de Cologne, la fondation Konrad Adenauer à Sankt Augustin, près de Bonn, la fondation Friedrich-Naumann à Berlin, le musée de Solingen ainsi que la mairie de Cannes en France.
Pari Ravan est référencée sur International Dictionary of Artists (USA), International Contemporary Master of Art (USA), Dizionario Enciclopedico Internazionale d'Arte Moderna e Contemporanea (Italie), ainsi que sur Lexikon der Phantastischen Kuenstle (Autriche).
Pari Ravan vit et travaille depuis 1998 à Saint-Jeannet dans l'arrière pays niçois.

## Membre
- Who’s who Art International, Genève (Suisse)
- Association International des Arts Plastiques CNFAO (UNESCO)
- Society for Art of Imagination, London (UK)
- Comité National Monégasque A.I.A.P. (UNESCO)
- IGBK Berlin (UNESCO)

## Expositions personnelles récentes
- 2007    Galerie 67, Bern (Suisse)
- 2009    Chapelle des Pénitents Blancs, Vence (France)[5]

Kulturforum  Overath Presse :Mitteilungsblatt Overath 1.10.2009. Kölnische Rundschau 8.10.2009
- 2010    Galerie Mona Lisa, Paris (France)

Parc Phoenix, Nice (France) - Presse :Niçois, september2010 Radio Azurbleu Sept.
- 2011    Musée Palais Palffy, Vienne (Autriche) - Presse : SERVUS TV
- 2012    Centre Cormier, Marseille (France)

Galerie Dikmayer, Berlin (Allemagne)
- 2013    Mairie historique de Cologne (Allemagne) -  Presse: Kölnische Rundschau 17.6.2013, Auteur :Laura Winkl
- 2014    Moya Muse, Vienne (Autriche)